# 沃姆扎縣

53°10′N 22°5′E / 53.167°N 22.083°E
沃姆扎縣（波蘭語：Powiat łomżyński），是波蘭的縣份，位於該國東北部，由波德拉謝省負責管轄，首府設於沃姆扎，面積1,354平方公里，2006年人口50,887，人口密度每平方公里38人。